# Посольство Німеччини в США
Посольство Німеччини у Вашингтоні, округ Колумбія, є дипломатичною місією Федеративної Республіки Німеччина в Сполучених Штатах. Його канцелярія, спроектована Егоном Еєрманом і відкрита в 1964 році, розташована на північному заході Вашингтона, округ Колумбія. Станом на серпень 2023 року послом Німеччини в Сполучених Штатах є Андреас Міхаеліс . 

## Історія

### Ранній період
Німеччина і Сполучені Штати вперше встановили дипломатичні відносини в 1871 році, в рік створення Німецької імперії . 

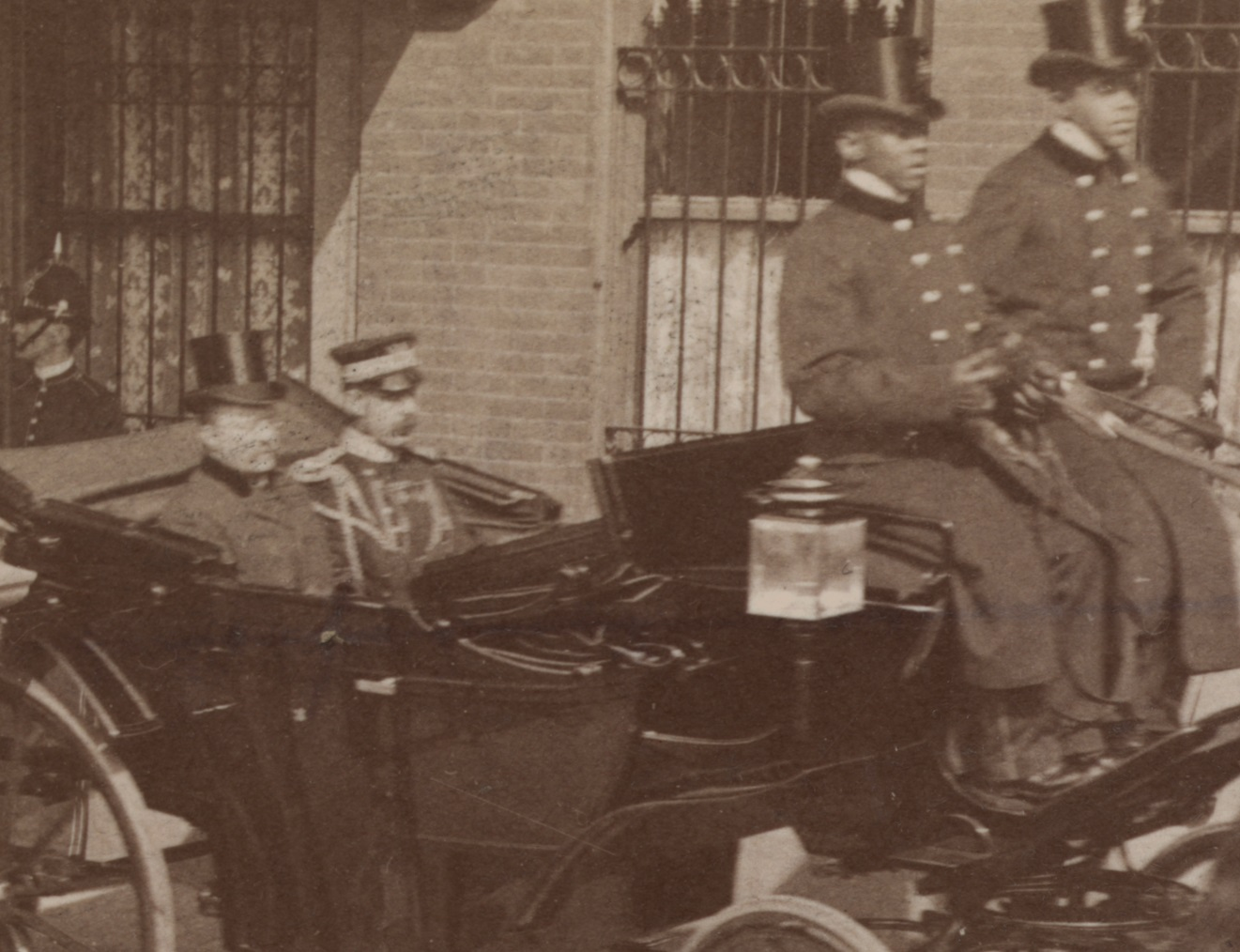
Теодор Рузвельт і ад'ютант полковник Бінгем залишають канцелярію посольства Німеччини в президентській державній кареті після візиту у відповідь до принца Пруссії Генріха в 1902 році.

У 1894 році німецьке посольство зайняло нову канцелярію на Массачусетс-авеню, 1435. Ця будівля, побудована в 1873 році як приватна резиденція за проектом Адольфа Клюсса, згодом була розширена до 70 кімнат і була окупована Німеччиною – з перервами у воєнний час – майже на 50 років.  Відкриття посольства було ознаменовано урочистим балом, на якому були присутні 500 членів вашингтонського дипломатичного корпусу, а також кілька членів Конгресу Сполучених Штатів і Головний суддя Сполучених Штатів Мелвілл Фуллер . Музику забезпечив загін оркестру морської піхоти США .  У цей ранній період посольство також приймало візит у відповідь Президента Сполучених Штатів Теодора Рузвельта до принца Генріха Прусського під час офіційного візиту принца до Сполучених Штатів у 1902 році. 
За роки до вступу Америки в Першу світову війну Франц фон Папен працював у посольстві як військовий аташе, хоча зрештою був оголошений урядом США персоною нон грата через підозру в шпигунстві. У лютому 1917 року Сполучені Штати розірвали дипломатичні відносини з Німеччиною. Уряд США повернув співробітникам посольства їхні паспорти, і незабаром після цього вони вирушили до Німеччини.   
Після закінчення Першої світової війни в 1921 році Німеччина відновила дипломатичні відносини зі Сполученими Штатами, і німецьке посольство знову зайняло свою колишню канцелярію. 

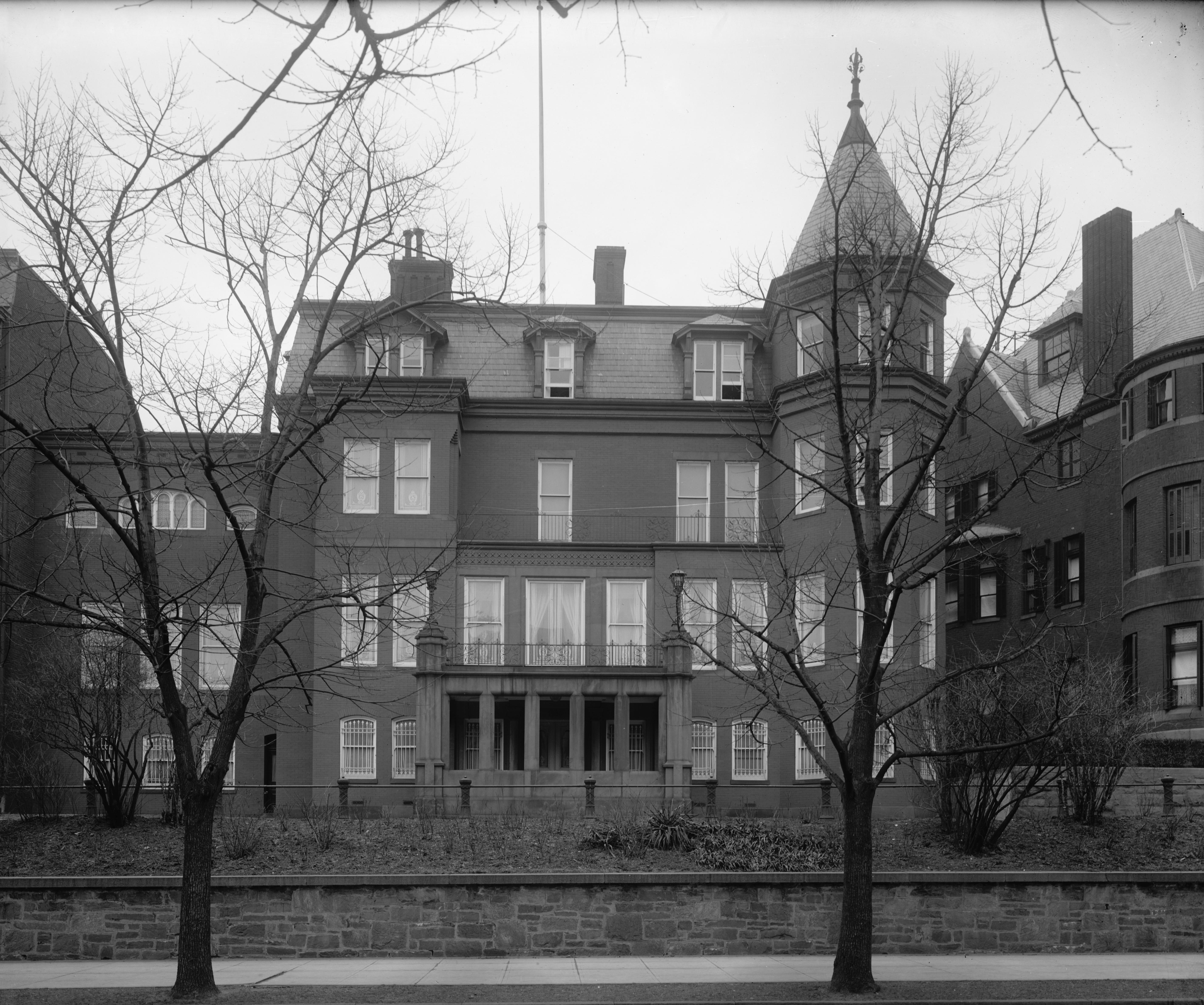
Канцелярія посольства Німеччини на Массачусетс-авеню, зображена на початку 20 століття.

Навесні 1938 року німецький уряд затвердив плани будівництва нової канцелярії.  Однак будівництво було зрештою відведено на другий план через війну в Європі. 

### Інцидент у Сан-Франциско 1941 року
Серйозний дипломатичний інцидент стався в січні 1941 року, коли моряки ВМС США Едвард Лекі та Гарольд Стертевант, обидва на відпустці з психіатричного відділення шпиталю Маре-Айленд, де їх лікували через сонливість, піднялися пожежною драбиною та зірвали прапор з німецького консульства в Сан-Франциско, зруйнувавши його. Моряки стверджували, що не знали, що будівля, на якій був піднятий прапор, була консульством Німеччини. У своїх мемуарах консул Фріц Відеманн, який був свідком інциденту, описав його як «сюрреалістичний і комічний». Уряд Сполучених Штатів вибачився перед Німеччиною за цей випадок. Двоє моряків були ненадовго ув'язнені та звільнені з військової служби, але після початку війни з Німеччиною їх помилували та дозволили знову приєднатися до армії.

### Друга світова війна

Журналісти сфотографували посла Ганса-Генріха Дікгоффа, покидаючи зустріч у Державному департаменті США в 1938 році.

12 грудня 1941 року – після оголошення Німеччиною війни Сполученим Штатам – Швейцарія взяла на себе роль захисту влади Німеччини в Сполучених Штатах і взяла під опіку канцелярію німецького посольства; тим часом співробітники були інтерновані в Грінбрієрі до організації обміну дипломатами наступного року. Німецькі дипломати відпливли до обмінного пункту в Лісабоні . 
Під час Другої світової війни Швейцарія використовувала частини канцелярії для розміщення власного персоналу, тим самим пом’якшуючи дефіцит житла для швейцарського дипломатичного персоналу в Сполучених Штатах. Після німецької військової капітуляції в травні 1945 року Швейцарія визнала зникнення німецької держави та оголосила про звільнення від відповідальності за захист. Того місяця Швейцарія передала канцелярію посольства уряду Сполучених Штатів як опікуна Союзницької контрольної ради .   Отримавши опіку над будівлею, уряд Сполучених Штатів вилучив усі документи та файли, залишені німецькою делегацією, і зберігав їх до 1950 року, після чого їх передали новоствореному уряду Західної Німеччини .  

### Післявоєнний час

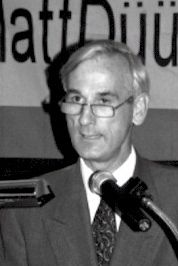
Юрген Хробог був послом Німеччини в США на початку 2000-х років.

У 1948 році меблі колишньої німецької канцелярії були продані на аукціоні урядом США за суму, що складала трохи менше 50 000 доларів. Однак сама канцелярія була продана на аукціоні урядом США в 1951 році. Спочатку Морріс Кафріц зробив високу ставку, але уряд відхилив його пропозицію, вважаючи її надто низькою. Врешті-решт, канцелярія була продана Джеймсу С. Кервіну за 165 000 доларів. Сенатор США Вільям Лангер виступив проти продажу, аргументуючи, що цей об'єкт повинен бути у довірчій власності уряду США для майбутнього використання Німеччиною. Через кілька років після продажу, в 1955 році, територія була зруйнована та перетворена на гараж. Після цього Сполучені Штати встановили дипломатичні відносини з Західною Німеччиною. США присудили Федеративній Республіці Німеччина 300 000 доларів від попереднього продажу канцелярії та її меблів, і в тому ж році була відкрита нова канцелярія в Фоксхоллі. Ця нова будівля була побудована в сучасному стилі з сучасним інтер'єром, оскільки, за словами дипломатів того часу, в країні «зараз не було антикваріату».

## Східнонімецьке представництво
Німецька Демократична Республіка (НДР) і Сполучені Штати почали повні дипломатичні відносини в 1974 році. НДР містила посольство в орендованому офісному приміщенні на Массачусетс-авеню поблизу Дюпон-Серкл.  
У 1990 році після возз'єднання Федеративної Республіки Німеччини (ФРН) і НДР офісне приміщення було залишено в оренду. Незважаючи на те, що ФРН погодилася взяти на себе всі борги та зобов’язання колишньої Східної Німеччини, адвокат орендодавця пізніше написав, що «не розголошуючи жодної конфіденційності, я можу сказати, що наш клієнт не обов’язково вважав Федеративну Республіку та її посольство цілком послідовними у своїх публічних і приватні посади».   

## Зручності

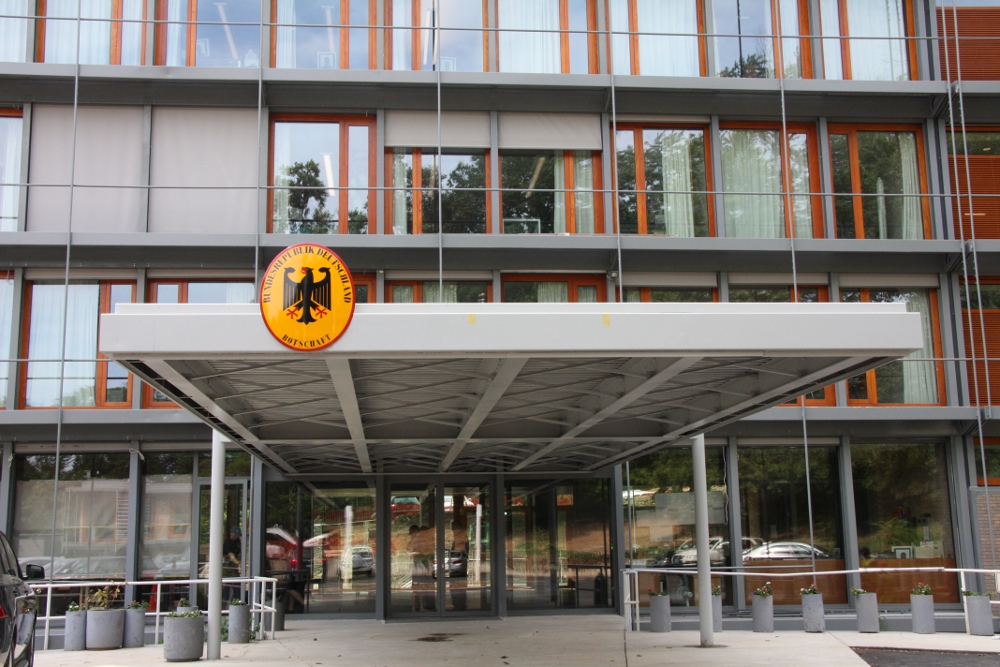
Вхід до канцелярії Німеччини, фото 2014 року.

### Канцелярія
Західна Німеччина разом із Данією та Швейцарією була новатором у використанні сучасної архітектури для дипломатичних установ у Вашингтоні. У 1964 році була відкрита нова канцелярія, спроектована Егоном Айерманном . Дизайн будівлі нагадував школу Баугауз і «мався на увазі як заперечення» нацистської архітектури Альберта Шпеєра . 
Будівля канцелярії та консульства пройшли реконструкцію вартістю 46,5 мільйонів доларів США, яка була завершена в 2014 році. 

### Резиденція
Резиденція, розташована на території канцелярії, була побудована у 1994 році за проектом архітектора О. М. Унгерса. Метою проекту було створити архітектурне вираження для резиденції німецького посла, яке б відображало характеристики Німеччини. Ця будівля стала символом сучасної дипломатії та архітектури, поєднуючи елементи традиційного німецького стилю з інноваційними рішеннями, що підкреслюють динамічний розвиток країни після об'єднання. 
The Washington Post назвала резиденцію «однією з найпомітніших дипломатичних майданчиків у місті», а в 2015 році описала її як « баугаус, натхненний поглядом на класичний Вашингтон», який не виявився застарілим навіть через два десятиліття після того, як був знятий. побудований. 

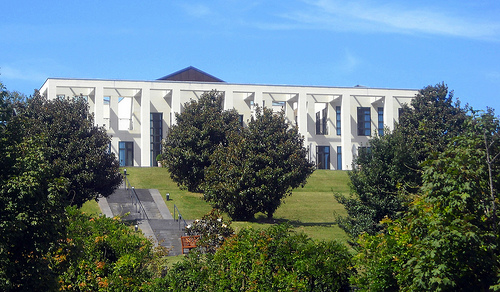
Резиденція, фото 2008 року.

Передпокій містить дві картини Герхарда Мерца, а також серію ксилографій на полотні Маркуса Люперца . Їдальня містить картини Бернарда Шульце та червону лаковану перегородку/складану ширму Саймона Унгерса. Жіноча вітальня має оливково-зелений і коричневий килим від Розмарі Трокель, тоді як вітальня для чоловіків містить картини Крісти Нехер із зображенням чотирьох класичних елементів . 

## Консульства
Німеччина має генеральні консульства в Атланті, Бостоні, Чикаго, Х'юстоні, Лос-Анджелесі, Маямі, Нью-Йорку та Сан-Франциско . У понад десятку міст США є почесні консули. 

## Зовнішні посилання
- Вікісховище має мультимедійні дані за темою: Посольство Німеччини в США
- Офіційний сайт

Шаблон:German diplomatic missionsШаблон:Diplomatic missions in the United States